# Звучни двоуснени плозив
Звучни билабијални плозив је сугласник, који се користи у неким говорним језицима. Симбол у Међународном фонетском алфабету који представља овај звук је .

## Карактеристике
Карактеристике звучног билабијалног плозива:
- Начин артикулације је плозивни, што значи да је произведен ометањем протока ваздуха кроз усну дупљу.
- Место артикулације је билабијални што значи да се артикулира са обема уснама.
- Фонација је звучна, што значи да гласне жице трепере током артикулације.

## Појава
| Језик       | Језик       | Реч           | ИПА     | Значење          | Напомене                                                            |
| ----------- | ----------- | ------------- | ------- | ---------------- | ------------------------------------------------------------------- |
| Арапски     | Standard    | كتب           |         | 'он је написао'  | Погледајте арапску фонологију                                       |
| Холандски   | Холандски   | boer          |         | 'пољопривредник' | Погледајте низоземску фонологију                                    |
| Енглески    | Енглески    | aback         |         | 'назад'          | Погледајте енглеску фонологију                                      |
| Каталонски  | Каталонски  | blau          |         | 'плава'          | Погледајте каталонску фонологију                                    |
| Чешки       | Чешки       | bota          |         | 'чизма'          | Погледајте чешку фонологију                                         |
| Француски   | Француски   | boue          |         | 'блато'          | Погледајте француску фонологију                                     |
| Грузински   | Грузински   | ბავშვი        |         | 'дете'           |                                                                     |
| Немачки     | Немачки     | Bub           |         | 'дечак'          | Погледајте немачку фонологију                                       |
| Грчки       | Грчки       | μπόχα         |         | 'смрдит'         | Погледајте савремену грчку фонологију                               |
| Хинди       | Хинди       | बाल / bāl      |         | 'длака'          | Погледајте хинди-урду фонологију                                    |
| Мађарски    | Мађарски    | baba          |         | 'беба'           | Погледајте мађарску фонологију                                      |
| Италијански | Италијански | bile          |         | 'бијес'          | Погледајте италијанску фонологију                                   |
| Јапански    | Јапански    | 番 / ban      |         | 'нечији ред'     | Погледајте јапанску фонологију                                      |
| Корејски    | Корејски    | 바보 / jibung |         | 'будала'         | Погледајте корејску фонологију                                      |
| Норвешки    | Норвешки    | bål           |         | 'ватра'          | Погледајте норвешку фонологију                                      |
| Пирахашки   | Пирахашки   | pibaóí        |         | 'родитељ'        |                                                                     |
| Пољски      | Пољски      | bas           | [bas] ⓘ | 'бас'            | Погледајте пољску фонологију                                        |
| Португалски | Португалски | bato          |         | 'ја ударим'      | Погледајте португалску фонологију                                   |
| Руски       | Руски       | рыба          |         | 'риба'           | Разликује се од палатализоване верзије. Погледајте руску фонологију |
| Шпански     | Шпански     | invertir      |         | 'улагати'        | Погледајте шпанску фонологију                                       |
| Шведски     | Шведски     | bra           |         | 'добар'          | Погледајте шведску фонологију                                       |
| Турски      | Турски      | bulut         |         | 'облак'          | Погледајте турску фонологију                                        |